# Los Pilares, Michoacán de Ocampo
Los Pilares är en ort i Mexiko.   Den ligger i kommunen Vista Hermosa och delstaten Michoacán de Ocampo, i den centrala delen av landet, 400 km väster om huvudstaden Mexico City. Los Pilares ligger 1 541 meter över havet och antalet invånare är 1 199.
Terrängen runt Los Pilares är huvudsakligen platt, men åt sydost är den kuperad. Runt Los Pilares är det ganska tätbefolkat, med 83 invånare per kvadratkilometer. Närmaste större samhälle är La Barca, 18,4 km väster om Los Pilares. Trakten runt Los Pilares består till största delen av jordbruksmark.